# Kristina Humle
Kristina Humle, född Bergvall 13 oktober 1965 i Uppsala, är en svensk filmregissör och manusförfattare.
Humle studerade vid Dramatiska Institutets filmregilinje 1997.

## Filmografi

### Regi i urval
- 1996 - Den första dagen
- 1998 - Kärlek och hela alltihopa
- 2002 - Cuba Libre
- 2005 - Krama mig (Långfilm)
- 2006 - En uppstoppad hund  (tv-drama)
- 2011 - Anno 1790 (TV-serie)
- 2013 - Äkta människor (TV-serie)
- 2015  - Surprise (short)
- 2016 - Innan vi dör (TV-serie)
- 2018 - Systrar 1968 (tv-drama)
- 2019 - Innan vi dör (säsong 2)
- 2022 - Young Royals (Netflix)

### Filmmanus
- 1996 - Den första dagen
- 1998 - Kärlek och hela alltihopa
- 2005 - Krama mig
- 2006 - En uppstoppad hund (adaption av Staffan Göthes pjäs)
- 2015 - Surprise